# قشرة (جلد)
قشرة الرأس أو قشرة الشعر أو الهِبْرِيَةُ أو الإِبْرِيَةُ أو الهُبَارِيَةُ أو النُّبَاغة (بالانجليزية:dandruff) هي عبارة عن فتات ينتج بسبب تساقط الخلايا الميتة من فروة الرأس. من الطبيعي أن تنتج كمية معينة من القشرة عندما تموت خلايا فروة الرأس ومن ثم تتساقط ويتم استبدالها بالخلايا الجديدة لكن هذه الكمية قد تزيد عن الحد الطبيعي لدى البعض وتكون هذه الزيادة مزمنة أو مؤقتة وناتجة عن عوامل معينة تسبب ظهور القشرة بكميات كبيرة ويصاحبها احمرار وتهيج الفروة. تتم عملية تجدد خلايا فروة الرأس كل شهر تقريبًا ولكن في حالة الإصابة بالقشرة تتساقط حينها الخلايا قبل موتها مما يعطيها الشكل المتعارف للقشرة. قد تسبب القشرة حكة في الرأس.
يجد المصابون بالقشرة أنها قد تسبب مشاكل اجتماعية ومشاكل متعلقة بالثقة في النفس مما يدل على أهمية العلاج لأسباب نفسية وللأسباب العضوية المتعلقة بالأعراض.
يمكن معالجة معظم حالات القشرة باستعمال العديد من منتجات الشامبو المتخصصة ولكن لا يوجد علاج جذري.

## عوامل الإصابة بالقشرة
العوامل التالية قد تزيد من فرصة الإصابة بالقشرة:
- العمر: تعتبر قشرة الرأس من المشاكل الشائعة لفروة الرأس لدى نصف مَن هم في مرحلة ما بعد سن البلوغ من الجنسين بغض النظر عن العِرق. من النادر حدوث القشرة قبل سن البلوغ ولكنها تحدث عند المراهقين والشباب في سن العشرين بكثرة بينما تتضاءل فيما بعد ذلك مع التقدم بالسن. وقد تستمر المشكلة لدى البعض مدى الحياة.
- أن يكون المصاب ذكراً: تكثر القشرة لدى الرجال، لذا يظن بعض العلماء أن للهرمونات الذكرية دوراً في الإصابة بالقشرة. بالإضافة إلى أن لدىٰ الذكور غدداً دهنيةً أكبرَ حجماً في فروة الرأس مما قد يزيدهم عرضة للإصابة بالقشرة.
- شعر دهني / فروة رأس دهنية: تتغذى الفطريات المسماة بـ مالاسيزيا على الزيوت الموجودة في فروة الرأس ومن المعروف أن لهذه الفطريات دوراً في مشكلة القشرة. لذا فإن الشعر الدهني أو الفروة الدهنية تزيد من فرصة الإصابة بالقشرة.
- نظام غذائي غير جيد: عندما لا يشتمل النظام الغذائي على عنصر الزنك أو فيتامين ب أو أنواع معينة من الدهون فإن ذلك يزيد من فرصة الإصابة بالقشرة.
- بعض الأمراض: الإصابة بأمراض معينة قد يزيد من فرصة الإصابة بالقشرة بالرغم من أن الأسباب مجهولة إلى الآن. مثال: مرضى باركنسون أو المصابون بالأمراض العصبية أكثر عرضة للإصابة بالقشرة. كما أن المصابين بـفيروس نقص المناعة والمرضى الذين تعافوا من أزمات قلبية أو من جلطات دماغية معرضون للقشرة أكثر من غيرهم.

من المثبت علمياً أن للخلايا الجلدية دوراً بارزاً في إحداث ردةِ فعل من الجهاز المناعي للجسم أثناء تكون القشرة. تتغير شدة القشرة مع تغير فصول السنة؛ حيث إنها تزداد شدةً في فصل الشتاء.
- نقص في فيتامين (أ)
- لفيتامين أ دورٌ هامٌّ في نعومة الجلد وحيوية الشعر، فأي نقص منه يؤدي إلى جفاف الجلد وظهور بعض القشور ليس فقط على مستوى الشعر، وإنما على مستوى الجسم بأكمله، حيث تكون جداً خفيفة.

## قشور جافة
تُقارن القشور الجافة بقطع الثلج الصغيرة عند سقوطها على الملابس، تتقشر في فروة الرأس إلى قطع أصغر ومن ثم تنزل عليها. تكون فروة الرأس جافة عندما تكون القشور بنفس الشكل (أي جافة). ولتفادي ظهور القشرة، تستعمل شامبوهات مختصة لمكافحة القشرة وجفاف فروة الرأس.
ظهورها ليس حكراً على فروة الرأس فقد تظهر في الحواجب والأنف.
ولكنه لا يوجد علاجٌ شافٍ لها.[بحاجة لمصدر]

## أسباب ظهورها
- جفاف البشرة: يعد جفاف البشرة من أبرز الأسباب للقشرة. تعد القشرة الناتجة عن الجفاف ذات فتات أقل حجماً من الفتات الناتج عن القشرة المتعلقة بأسباب أخرى. إن كان جفاف البشرة هو سبب القشرة فإنه من المحتمل أن يكون الجفاف موجوداً في عدة أماكن في الجسم مثل الذراعين أو الأرجل.
- التهاب الجلد الدهني seborrheic dermatitis: تعتبر هذه الحالة شائعة كمسبب للقشرة وتتميز بوجود احمرار للجلد الدهني في فروة الرأس مغطى بطبقة قشرية بيضاء أو صفراء. قد تصيب مناطقَ أخرى في الجسم بشكل منفصل مثل الحاجبين أو أطراف أرنبتي الأنف أو خلف الأذنين أو منطقة العانة أو أحياناً تحت الإبطين.
- عدم الاستحمام بشكل كافٍ: عدم غسل الشعر بانتظام قد يسبب تراكماً للخلايا الجلدية الميتة على فروة الرأس مما يسبب القشرة.
- أمراض جلدية معينة: مثل الإكزيما أو الصدفية قد تكون سبباً في ظهور القشرة.
- فطريات تسمى ملاسيزية: تعيش هذه الفطريات بشكل طبيعي على فروة معظم البالغين ولكن قد يعاني من تهيج في فروة الرأس بسببها. هذا التهيج قد يؤدي إلى زيادة في نمو الخلايا الجلدية والتي عندما تموت تؤدي إلى ظهور القشرة. إلى الآن لم يُعرف السبب الذي يجعل المالاسيزيا تسبب تهيجاً للفروة.
- الحساسية الناتجة عن استعمال بعض مستحضرات الشعر: قد تؤدي الحساسية الناتجة عن استعمال بعض مستحضرات الشعر أو الصبغات إلى احمرار وحكة وتقشر في فروة الرأس. كما أن المبالغة بغسل الشعر أو استعمال مستحضرات تصفيف الشعر بكثرة قد تهيج الفروة مما يؤدي لظهور القشرة.

## العلاج
يمكن التحكم بالقشرة في معظم الأحيان، ولكن العلاج قد يحتاج إلى صبر واستمرارية. الاستحمام يومياً باستعمال شامبو لتخفيف زيوت الفروة الدهنية ولتقليل تراكم خلايا الجلد قد يساعد في معالجة القشرة الخفيفة.
حينما تفشل أنواع الشامبو العادية المتوفرة في الأسواق يمكن شراء الشامبو المضاد للقشرة من الصيدلية. تختلف أنواع الشامبو المضادة للقشرة وقد يستدعي الأمر إلى تجريب عدة أنواع شامبو للعثور على أيها يؤدي إلى نتيجة أفضل. إذا أدى الشامبو إلى حدوث حكة أو نغزات أو احمرار فإنه يجب إيقاف استعماله.
يتم تصنيف الشامبو المخصص للقشرة على حسب الدواء الذي يحتويه:
- أنواع الشامبو المحتوية على مادة «بايريثيون الزنك» Zinc Pyrithion: مثل شامبو هيد آند شولدرز وغيره. تحتوي بايريثيون الزنك والذي له خصائص محاربة الفطريات والبكتيريا التي قد تسبب القشرة.
- أنواع الشامبو المحتوية على القطران: مثل شامبو نيوتروجينا وغيره. يساعد القطران في التخفيف من بعض المشاكل الجلدية مثل الصدفية وتهيج البشرة الدهنية؛ حيث إنه يقوم بإبطاء مدة موت خلايا الجلد.
- أنواع الشامبو المحتوية على حمض الساليسيليك: تقوم هذه الأنواع بإزالة الطبقة الميتة من الفروة والتخلص من القشرة ولكنها في الوقت ذاته قد تؤدي إلى جفاف الفروة فينتج عنه ظهور القشرة، لذلك فإنه يفضل استعمال بلسم للشعر بعد استعمال الشامبو وذلك لمنع الجفاف.
- أنواع الشامبو المحتوية على السيلينيوم: تعمل مادة سلفيد السيلينيوم على إبطاء عملية موت الخلايا الجلدية وقد تؤدي إلى التقليل من فطريات المالاسيزيا. مشكلتها تكمن في أنها قد تغير لون الشعر الأشقر أو الرمادي أو الشعر المصبوغ لذا يجب الحذر أثناء استعمالها والحرص على غسلها جيداً بالماء.
- أنواع الشامبو المحتوية على مادة كيتوكونازول ketoconazole: من أشهر أمثلتها هو شامبو النايزورال nizoral وهي تقوم بمكافحة الفطريات، وقد تنجح هذه الأنواع من الشامبو بعدما تفشل الأنواع الأخرى.

من المهم عند استعمال الشامبو الخاص بالقشرة أن يتم تدليك الفروة أثناء استعمال الشامبو وأن يتم تركه لمدة 5 دقائق قبل غسله بالماء.
إذا تم تجريب أكثر من نوع من أنواع الشامبو أعلاه بحيث تم استعمال كل شامبو يومياً أو كل يومين ومع ذلك لم يتغير شيء فإنه من الأفضل زيارة طبيب الجلدية.
من المهم أيضاً الابتعاد عما قد يسبب القشرة وذلك عن طريق غسل الشعر بانتظام والمحافظة على حمية غذائية جيدة بحيث تحتوي على فيتامين ب والزنك والابتعاد عن مستحضرات الشعر التي قد تسبب حساسية أو تهيجاً للبشرة وغير ذلك من العوامل.

## الطب البديل (العلاجات الشعبية)
- زيت شجرة الشاي: لا يزال هناك حاجة إلى مزيد من الأبحاث عن مدى فاعلية زيت شجرة الشاي، ولكن البعض يظن أن له فاعليةً. كما يجب توخي الحذر عند استعماله؛ حيث إنه قد يسبب حساسيةً لبعض الناس.
- زيت البيض: يعد زيت البيض علاجاً معروفاً في الطب الصيني الشعبي.[12]